# Scyllarides
Genre
Scyllarides est un genre de crustacés de l'ordre des décapodes (les décapodes ont cinq paires de pattes).

## Liste des espèces
Selon BioLib (27 mai 2025) :
- Scyllarides aequinoctialis (Lund, 1793)
- Scyllarides astori Holthuis, 1960
- Scyllarides brasiliensis Rathbun, 1906
- Scyllarides deceptor Holthuis, 1963
- Scyllarides delfosi Holthuis, 1960
- Scyllarides elisabethae (Ortmann, 1894)
- Scyllarides haanii (De Haan, 1841)
- Scyllarides herklotsii (Herklots, 1851)
- Scyllarides latus (Latreille, 1803) - grande cigale de mer
- Scyllarides nodifer (Stimpson, 1866)
- Scyllarides roggeveeni Holthuis, 1967
- Scyllarides squammosus (H. Milne Edwards, 1837)
- Scyllarides tridacnophaga Holthuis, 1967